# Родостомус
Родостомус (лат. Hemigrammus rhodostomus) — вид тропических пресноводных харациновых рыб, с природным ареалом в Южной Америке. Популярная среди аквариумистов рыбка. Относится к группе тетр. В длину достигает до 5 см. Рыба является одним из нескольких очень похожих видов, включая Hemigrammus bleheri и Petitella georgiae. Общее название, применяемое к большинству этих рыб — «узконосая тетра», хотя в ходу и другие общие названия (например, «тетра с огненной головой» для H. bleheri, согласно FishBase).

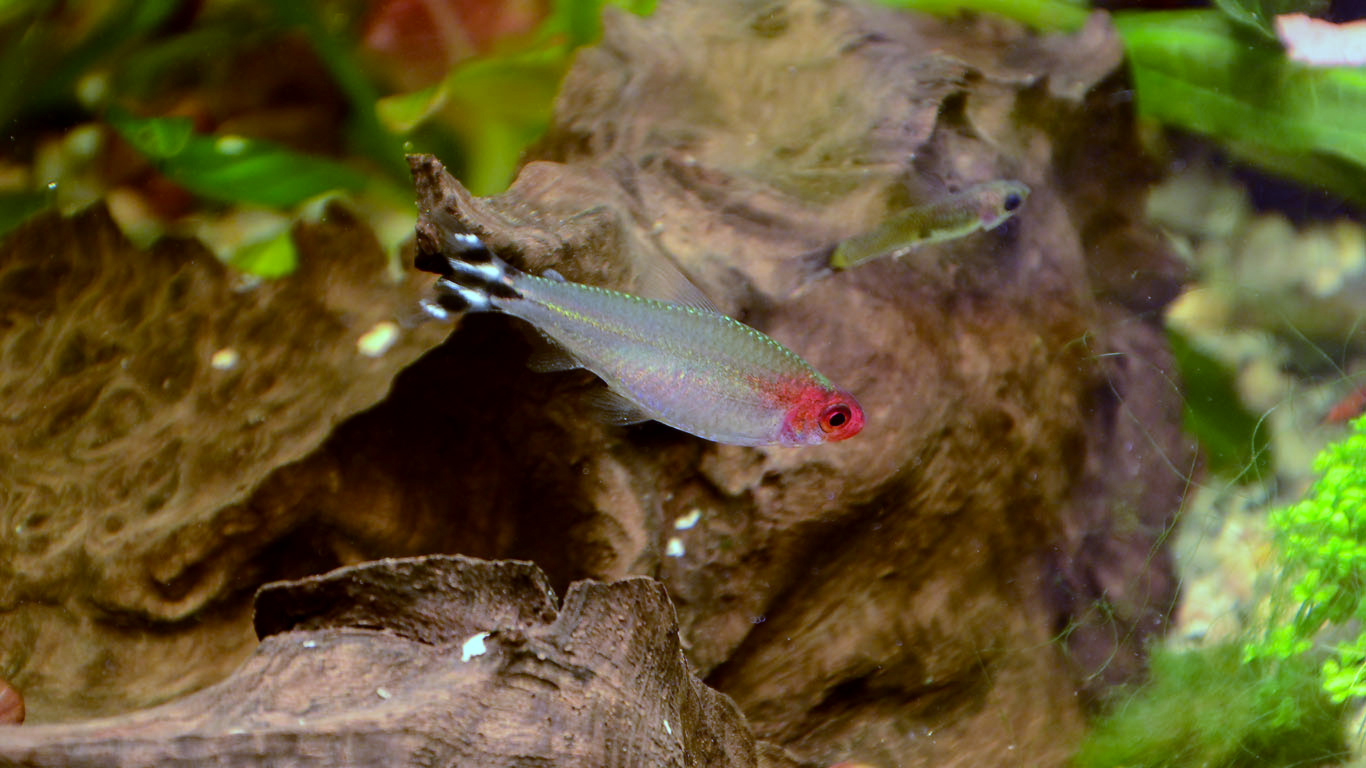
Родостомус(Hemigrammus rhodostomus)

## Физическое описание
Родостомус имеет веретенообразную форму, основной цвет тела серебристый полупрозрачный, у некоторых экземпляров с зеленоватым оттенком: можно увидеть переливающуюся зелёную чешуйку, украшающую рыбу в районе плавника. Плавники гиалиновые, за исключением хвостового плавника. Этот плавник украшен черными и белыми горизонтальными полосами, количество которых варьируется, но обычно они включают одну центральную чёрную полосу в центральной части хвостового плавника с двумя горизонтальными черными полосами на каждой из частей хвостового плавника, промежутки между полосами белые. Общее количество черных полос равно пяти. Голова темно-красного цвета, с переливающимся блеском, красный цвет продолжается до радужной оболочки глаза. В некоторых случаях красная окраска распространяется за пределы жаберной крышки до передней части тела. Некоторые экземпляры, классифицированные как Hemigrammus rhodostomus , имеют три черные полосы на хвосте вместо пяти, а некоторые экземпляры, классифицированные как Petitella georgiae имеют чёрную полосу на хвостовой части, продолжающуюся по телу, увенчанную сверху тонкой переливающейся золотой линией: однако ещё предстоит полностью установить, являются ли эти признаки надежными детерминантами видовой идентичности.
Особи мужского и женского пола не имеют явных визуальных различий, кроме увеличения полноты контура тела у зрелых самок.

## Распространение
Три разных вида рыб, известных как узконосая тетра, имеют следующее распространение:
Hemigrammus rhodostomus : Бразилия и Венесуэла, в нижнем бассейне Амазонки в штате Пара и на реке Ориноко
Hemigrammus bleheri: бассейны Рио-Негро и Рио-Мета
Petitella georgiae: бассейн Верхней Амазонки в бассейнах Перу, Рио-Пурус, Рио-Негро и Рио-Мадейра

## Среда обитания
Все три вида рамминосых тетр обитают на участках рек, химический состав воды которых беден минералами (мягкий), кислый и часто загрязнен продуктами распада гуминовых кислот из опавших листьев на речных субстратах (известных как «черные воды» из-за их внешнего вида). На этих участках воды иногда присутствуют водные растения, хотя верховья Рио-Негро менее густонаселены водной флорой, чем другие реки, из-за затенения тропическим лесом. Рыбы обитают преимущественно в средней и нижней части вод.

## Уход за аквариумом
Условия содержания в аквариуме для всех трех видов более или менее идентичны: родостомус — стайная рыба, которая ведет себя как в дикой природе, так и в аквариуме. Следовательно, этих рыб следует содержать группами не менее чем из шести особей, причем большее количество предпочтительнее, если позволяет пространство — эти тетры предпочитают аквариум объёмом около 80 литров. Все три вида теплолюбивы, температурный диапазон для содержания составляет от 24 °C до 31 °C, для размножения требуется температура до 33 °C. Следовательно, совместимость этих рыб с более прохладноводными рыбами противопоказана. Совместимы с мелкими миролюбивыми рыбами такими как мелкие гуппи, гурами, тетрами, барбусами, данио и различных сомов, таких как анциструс.
Химический состав воды, предпочитаемый этими рыбами, представляет собой мягкую, кислую воду (предпочтительна жесткость не выше 6 ° dH и рН около 6,4-7,0). pH аквариумной воды может варьироваться от 5,6 до 7,4 без последствий для здоровья рыб. Однако, если предполагается попытка размножения в неволе, рамминосой тетре нужна мягкая кислая вода. Эти рыбы предпочитают аквариум с растениями, особенно если в растениях есть мелколистные виды, такие как Кабомба и Уруть.
Рыбы не прихотливы в кормлении и поедают как живые корма (дафнии, мотыль), так и коммерческие сухие корма. Родостомусы берут корм в средней и нижней частях аквариума.
Продолжительность жизни красноголовой тетры в аквариуме обычно составляет от 5 до 6 лет при тщательном уходе. Некоторые экземпляры могут жить более 8 лет.
Рыбка интересна тем, что может предупреждать аквариумиста о потенциальных проблемах загрязнения в аквариуме. Когда уровень некоторых метаболических отходов (аммиак, нитриты и нитраты) превышают критический уровень, интенсивный рубиново-красный цвет мордочки рыбы становится бледным. Рыбы также становятся бледными сразу после подмены воды, но ситуация меняется после подачи чистой воды — к ним возвращается интенсивный темно-красный цвет. Бледность головы следует расценивать как признак того, что химический состав воды в аквариуме нуждается в корректировке, а уровень загрязняющих веществ становится опасным для обитателей.

## Воспроизведение
Разведение родостомусов представляет серьёзные сложности даже для опытных аквариумистов. В первую очередь из-за двух факторов: вероятности наступления бесплодия при содержании будущих родителей в воде со слишком высоким уровнем растворенных ионов кальция. Дополнительная проблема заключается в том, что дифференциация пола затруднительна только при визуальном осмотре, что делает выбор пары отчасти вопросом удачи, если только для выбора не доступна явно беременная самка. Это касается всех трёх видов.
Аквариум для размножения родостомусов, кроме того, необходимо стерилизовать перед использованием, так как рыба мечет икру, которая, как известно, чувствительна к бактериальным и грибковым инфекциям. После завершения нереста настоятельно рекомендуется использовать противогрибковые средства, чтобы предотвратить поражение яиц различными грибками.
Возможно бесплодие, если рыб содержат в воде с неподходящими химическими параметрами, будущие родители должны содержаться в мягкой, кислой воде на протяжении всей своей жизни, если стоит задача сохранить способность к размножению. Рекомендуется также качественная фильтрация воды в аквариуме для размножения. Производители должны обильно потреблять живые корма.
Рыбы предпочитают нереститься среди мелколистных растений, одна из проблем, с которой сталкиваются аквариумисты в этом отношении, заключается в том, что большинство мелколиственных растений, имеющихся в аквариуме, предпочитают высокий уровень освещенности (кабомба является частным случаем), в то время как красноносые тетра предпочитает нереститься в условиях приглушенного освещения.
Альтернативой является использование яванского мха (растение, которое развивается даже при очень низком уровне освещенности и является идеальной средой для нереста многих рыб) или использование синтетических альтернатив, сделанные из нейлона.
Кроме того, производители, как правило, предпочитают нереститься в тихих условиях, поэтому аквариум следует размещать вдали от мест с интенсивным движением людей. Температуру следует медленно повышать до 32 °C. Нерест трудно отслеживать, так как он происходит при приглушенном освещении.
После завершения нереста производителей необходимо отсадить во избежание поедания икры. На этом этапе следует добавить противогрибковые средства для защиты икринок, что действительно необходимо в случае с этим трудноразводимым и чувствительным видом.
После завершения нереста рекомендуется держать аквариум при тусклом свете до тех пор, пока не вылупятся мальки и не начнут свободно плавать. Родостомусы не нуждаются в содержании икры в полной темноте, однако известно, что яйца проявляют некоторую степень светочувствительности, и приглушенное освещение настоятельно рекомендуется во время развития икры в аквариуме для размножения.

## Развитие
Для проклёвывания икринок красноголовой тетры требуется примерно от 72 до 96 часов при температуре 32 °C. Мальки поглощают желточный мешок от 24 до 48 часов, после чего они начинают свободно плавать. На этом этапе мальков следует кормить инфузориями или специальным кормом для мальков икромечущих, а также проводить частые частичные подмены воды (около 10 % объёма аквариума каждые 24-48 часов).
Мальки родостомусов являются одними из самых медленно растущих из всех харациновых. Инфузории необходимы малькам в течение как минимум трех недель, скорость роста особенно чувствительна к температуре. Успех в выращивании мальков до размера, при котором они будут способны поглощать более крупные частички пищи, будет достигнут, если мальки будут содержаться при температуре выше 30 °C в течение первых 3 месяцев жизни: даже в этом случае смертность из-за появление болезней у рыб (чаще всего бактериальных инфекций) может быть высокой.
Может потребоваться до 6 месяцев, чтобы вырастить мальков до размеров, когда они смогут регулярно поедать живую дафнию. В это время они, вероятно, будут чувствительны к химическому составу воды.